# Vincent Abril
Vincent Abril (Alès, 1 maart 1995) is een Frans autocoureur.

## Carrière
In 2011 maakte Abril zijn debuut in de autosport in de Franse SEAT León Supercopa, waarin hij uitkwam voor het Team Speedcar. Hij behaalde zes top 10-finishes, met een vijfde plaats op het Circuit Paul Armagnac als beste resultaat. Met 59 punten eindigde hij als vijftiende in het kampioenschap. In 2012 keerde hij terug in de klasse. In de seizoensopener op het Circuit de Lédenon behaalde hij zijn eerste podiumplaats, voordat hij op het Circuit Magny-Cours zijn eerste race wist te winnen. Hij sloot het seizoen af met vier podiumplaatsen, twee op het Circuito de Navarra en twee op het Circuit Paul Ricard, waarbij hij in de laatste race zijn tweede zege behaalde. Met 216 punten werd hij vierde in de eindstand.
In 2013 stapte Abril over naar het Franse GT-kampioenschap, waarin hij voor Speedcar een Audi R8 LMS Ultra deelde met Dino Lunardi. Nadat zij in de eerste vier races niet in de top 10 finishten, behaalden zij op het Circuit Spa-Francorchamps zijn eerste zege, die zij in de volgende race op hetzelfde circuit opvolgden met nog een podiumfinish. Op Magny-Cours wist het duo beide races te winnen. Met 125 punten eindigden zij op de vierde plaats in het klassement. Tevens reed Abril dat jaar met Lunardi en Andrea Pizzitola in de race op Paul Ricard in de GT3 Pro-klasse van de Blancpain Endurance Series, waar zij als zeventiende finishten.
In 2014 reed Abril een dubbel programma in de Blancpain Sprint Series voor het Belgian Audi Club Team WRT en in het Franse GT-kampioenschap voor Speedcar. In de Blancpain Sprint Series deelde hij een Audi R8 LMS Ultra met Mateusz Lisowski, maar het duo behaalde slechts een podiumfinish op Nogaro. Met 28 punten werden zij twaalfde in het eindklassement. In de Franse GT behaalde hij eveneens slechts een podiumplaats op het Circuit Bugatti en werd hij met 50 punten eveneens twaalfde in de eindstand.
In 2015 maakte Abril de overstap naar het Bentley Team HTP, waar hij in de Blancpain Sprint Series een Bentley Continental GT3 deelde met Maximilian Buhk, terwijl hij deze in de Blancpain Endurance Series deelde met Mike Parisy en Harold Primat. Er waren weinig goede resultaten in de Endurance Series, met een negende plaats in de 24 uur van Spa-Francorchamps als hoogtepunt, waardoor hij met 10 punten twintigste werd in de eindstand. In de Sprint Series behaalde hij echter vier overwinningen op de Moscow Raceway, het Autódromo Internacional do Algarve en het Circuit Park Zandvoort (tweemaal) en stond hij in vier andere races op het podium. Met 135 punten werd hij met Buhk gekroond tot kampioen in de klasse. Aan het eind van het seizoen werd Abril tiende in de 12 uur van Sepang.
In 2016 reed Abril opnieuw in zowel de Sprint- als Endurance-klassen van de Blancpain Series. In de Sprint Series deelde hij een auto met Steven Kane, terwijl hij deze in de Endurance Series deelde met Kane en Guy Smith. Hij kende in beide klassen echter een zwaar seizoen. In de Sprint Series was een achtste plaats op Brands Hatch zijn beste resultaat, waardoor hij met vijf punten op plaats 24 in het klassement eindigde. In de Endurance Series waren twee achtste plaatsen op Silverstone en de Nürburgring zijn beste klasseringen en werd hij met 16 punten 25e in de eindstand. Ook reed hij een race in de Intercontinental GT Challenge op Spa-Francorchamps, waarin hij veertiende werd.
In 2017 begon Abril het seizoen in de 12 uur van Bathurst in een Bentley Continental GT3 naast Andy Soucek en Maxime Soulet. Zij eindigden als twaalfde in de race en als vijfde in de GT3 Pro-klasse. Vervolgens keerde hij terug naar de Sprint- als Endurance-klassen van de Blancpain Series. In de Sprint Series behaalde hij twee podiumfinishes in het eerste raceweekend op het Misano World Circuit Marco Simoncelli en werd hij naast Kane zesde in de eindstand met 37 punten. In de Endurance Series won hij een race op Paul Ricard en werd hij tweede op Spa-Francorchamps, waardoor hij naast Soucek en Soulet tweede werd in het klassement met 79 punten. Ook nam Abril deel aan de Pirelli World Challenge, waarin twee vierde plaatsen op Mosport Park en Lime Rock Park zijn beste resultaten waren. Met 107 punten werd hij dertiende in de GT SprintX-klasse.
In 2018 begon Abril opnieuw het jaar in de 12 uur van Bathurst, maar hij finishte de race uiteindelijk niet. In de Blancpain Endurance Cup had hij een moeilijk seizoen, dat hij desondanks afsloot met een vierde plaats op het Circuit de Barcelona-Catalunya. Met 17 punten werd hij 26e in de eindstand. Tevens nam hij deel aan de Intercontinental GT Challenge, waarin twee zesde plaatsen op de Suzuka International Racing Course en Laguna Seca zijn beste resultaten waren. Met 16 punten werd hij vijftiende in het eindklassement.
In 2019 werd Abril met Soucek en Solet zesde in de 12 uur van Bathurst. Vervolgens stapte hij in de Blancpain Endurance Series over naar het Mercedes-AMG Team AKKA ASP, waar hij een Mercedes-AMG GT3 deelde met Raffaele Marciello en Michael Meadows. Hij kende een zwaar seizoen waarin een twaalfde plaats in de seizoensfinale in Barcelona zijn beste resultaat was. Met negen punten eindigde hij op plaats 25 in het klassement. Tevens nam hij dat jaar voor het eerst deel aan de 24 uur van Le Mans, waarin hij in de GTE Pro-klasse bij het team Proton Competition een Porsche 911 RSR deelde met Louis Prette en Phillipe Prette. Zij eindigden de algehele race als 36e, terwijl zij zestiende werden in hun klasse.
In 2020 nam Abril deel aan de GT World Challenge Europe Endurance Cup, de opvolger van de Blancpain Sprint Series. Hij deelde hier een Mercedes-AMG GT3 Evo met Maro Engel en Luca Stolz. Hij behaalde een podiumplaats op de Nürburgring en werd met 40 punten zevende in de eindstand. Ook nam hij deel aan de International GT Open bij het team AF Corse, waar hij een Ferrari 488 GT3 Evo 2020 deelde met Louis Prette. Het duo behaalde vier zeges op de Hungaroring, Paul Ricard, het Autodromo Nazionale Monza en Spa-Francorchamps. Met 110 punten werden zij derde in de eindstand. Tevens nam hij dat jaar opnieuw deel aan de 24 uur van Le Mans bij het team MR Racing in de GTE Am-klasse met Kei Cozzolino en Takeshi Kimura, maar hun inschrijving behaalde de finish niet.
In 2021 rijdt Abril een dubbel programma; hij blijft actief in de GT World Challenge Europe Endurance Cup en debuteert daarnaast in de DTM bij het Mercedes-AMG Team HRT.